# NGTS-4
NGTS-4, TOI-1926 — одиночная звезда в созвездии Голубя на расстоянии около 878 световых лет (около 269 парсек) от Солнца. Видимая звёздная величина звезды — +13,086m. Возраст звезды определён как около 9,692 млрд лет.
Вокруг звезды обращается, как минимум, одна планета.

## Характеристики
NGTS-4 — оранжевый карлик спектрального класса K0V. Масса — около 0,75 солнечной, радиус — около 0,86 солнечного, светимость — около 0,444 солнечной. Эффективная температура — около 5344 K.

## Планетная система
В 2018 году командой астрономов, работающих в рамках проекта NGTS, было объявлено об открытии планеты NGTS-4 b.